# 671 (szám)
A 671 (római számmal: DCLXXI) egy természetes szám, félprím, a 11 és a 61 szorzata.

## A szám a matematikában
A tízes számrendszerbeli 671-es a kettes számrendszerben 1010011111, a nyolcas számrendszerben 1237, a tizenhatos számrendszerben 29F alakban írható fel.
A 671 páratlan szám, összetett szám, azon belül félprím, kanonikus alakban a 111 · 611 szorzattal, normálalakban a 6,71 · 102 szorzattal írható fel. Négy osztója van a természetes számok halmazán, ezek növekvő sorrendben: 1, 11, 61 és 671.
Tizennégyszögszám.
A 671 négyzete 450 241, köbe 302 111 711, négyzetgyöke 25,90367, köbgyöke 8,75469, reciproka 0,0014903. A 671 egység sugarú kör kerülete 4216,01734 egység, területe 1 414 473,818 területegység; a 671 egység sugarú gömb térfogata 1 265 482 575,8 térfogategység.